# بيتر ريس
بيتر ريس (بالإنجليزية: Peter Rees)‏ هو لاعب كرة قدم بريطاني في مركز جناح ‏، ولد في 5 مايو 1932 في Machynlleth ‏ في المملكة المتحدة. لعب مع نادي ترانمير روفرز.